# Cratocryptus subpetiolatus
Cratocryptus subpetiolatus là một loài tò vò trong họ Ichneumonidae.